# Jonas Utelli
Jonas Utelli (* 26. September 2003) ist ein Schweizer Sportkletterer.

## Karriere
Utelli wurde in einer Kletterfamilie geboren. Mit 10 Jahren begann er regelmässig in einer Klettergruppe zu klettern. Zwei Jahre später nahm er erstmals an einem Wettkampf teil.

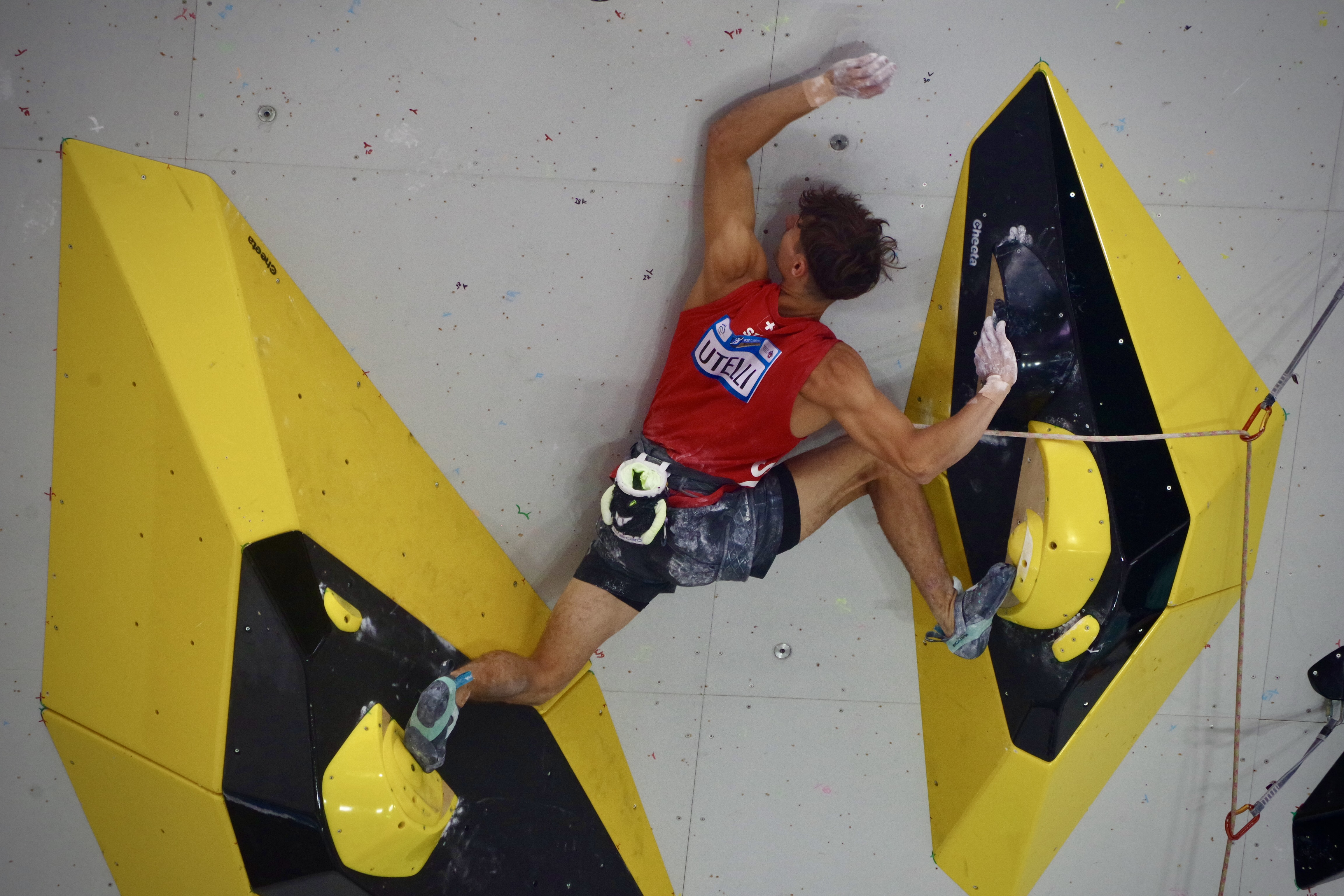
Jonas Utelli im Final der Kombination der Europameisterschaft 2024.

Mit 14 Jahren wurde er Mitglied der Schweizer Nachwuchsnationalmannschaft. 2021 erreichte er bei den Junioren-Europameisterschaften den zweiten Platz im Lead und in der Kombination. Ein Jahr später wurde er Junioren-Europameister im Lead. 2024 schaffte er beim Weltcup in Innsbruck seinen ersten Finaleinzug und wurde Siebter. Im gleichen Jahr wurde er bei den Europameisterschaften Dritter im Boulder & Lead und Vierter im Lead.
Neben den Wettkämpfen klettert Utelli zudem draussen am Fels. 2023 gelang ihm die Erstbegehung der Route No Fear of Beer (9a+) in Gimmelwald.